# Філіп Амброж
Філіп Александер Амброж (швед. Filip Alexander Ambrož, нар. 1 грудня 2003, Гетеборг, Швеція) — хорватський футболіст, півзахисник шведського клубу «Юнгшиле».

## Ігрова кар'єра
Філіп Амброж народився у Швеції у місті Гетеборг. Футболом почав займатися в академії клубу «Гетеборг», де починав свій шлях з юнацьких команд. Перед сезоном 2021 року футболіста стали залучати до тренувань основного складу. Вже у першому турі Аллсвенскан Амброж потрапив до заявки на матч. Свій перший матч в основі Філіп провів у травні 2021 року у поєдинку проти столичного «Юргордена».
У серпні 2022 року Амброж на правах оренди відправився до Хорватії, де приєднався до клубу Другого дивізіону «Дугопольє».

### Збірна
Навесні 2019 року Філіп Амброж провів два матчі у складі юнацької збірної Хорватії. У 2020 році футболіст проводив збори разом з молодіжною збірною Хорватії.